# Reino de Afganistán
El Reino de Afganistán (en pashtún: د افغانستان واکمنان‎; en dari: پادشاهي افغانستان‎) fue el período monárquico en el moderno Afganistán establecido por el emir afgano Dost Mohammed Khan en 1826 tras la caída de Ayub Shah Durrani en 1823, gobernante del Imperio durrani (aunque el nombre oficial de este imperio también era Reino de Afganistán, su territorio era mucho más extenso). La monarquía afgana dejó de existir en 1973, cuando el último rey fue derrocado y se quedó a vivir en el exilio.

## Historia

### El Gran Juego
La primera época del Reino, a veces conocida como Emirato (por el título de emir que ostentó el monarca afgano hasta 1926) estuvo signada por el «Gran Juego»: la disputa entre los intereses del Imperio ruso y el Imperio británico. Entre 1839 y 1842 tuvo lugar la primera guerra anglo-afgana, durante la cual los británicos ocuparon Afganistán y trataron de impedir el expansionismo rival de los rusos; sin embargo, no lograron derrocar a Dost Mohammed Khan.
Tras la muerte de este monarca en 1863, fue sucedido por su hijo Shir Alí, quien tres años más tarde fue derrocado por su hermano mayor Mohammad Afzal Khan. En 1868 Shir Alí regresó al poder, pero fue atacado por los rusos; los británicos también invadieron y obligaron a retirarse a los zaristas. El nuevo emir, Mohammad Yaqub Khan, trató de contentar a los rusos orientando un poco a ese imperio su política exterior, pero fue derrocado por los británicos, quienes impusieron a Abdur Rahman Khan e hicieron que este acepte en 1893 la «Línea Durand», frontera sur de Afganistán que provocó la división política del pueblo pastún y la anexión de un tercio del país a la colonia de la India Británica. Abdur Rahman tuvo que hacer frente a muchas rebeliones.
Abdur Rahman fue sucedido por su hijo Habibulá Khan, quien firmó un tratado en 1905, luego de la segunda guerra anglo-afgana, confirmando que las relaciones exteriores de Afganistán eran controladas por el Reino Unido. En 1919 fue asesinado durante un complot de su hermano Nasrulá, quien fue detenido por Amanulá, nuevo emir.

### Independencia definitiva
Amanulá proclamó la independencia y obligó a que el Reino Unido la reconociera mediante el Tratado de Rawalpindi después de la tercera guerra anglo-afgana. Amanulá se alió internacionalmente con la recientemente fundada Unión de Repúblicas Socialistas Soviéticas y llevó a cabo numerosas reformas sociales, políticas y económicas. En 1926 cambió el título del monarca de Amir a Padshah. Tuvo que hacer frente a varias rebeliones fomentadas por los británicos.
En 1929 el caudillo rebelde Habibulá Kalakani lo derrocó y fue proclamado emir, pero fue también derrocado por Mohamed Nadir Shah, quien reinó hasta 1933, cuando fue asesinado y sucedido por su hijo Mohamed Zahir Shah.
Zahir Shah estableció el primer parlamento afgano en 1965, época de liberación social y fermentación política. Fue derrocado por el príncipe Mohammed Daud Khan, quien proclamó la república en 1973.